# Belmont (Afrique du Sud)
Pour les articles homonymes, voir Belmont.
Belmont est un hameau et un nœud ferroviaire situé dans la municipalité locale de Siyancuma (en) dans la province du Cap-Nord en Afrique du Sud.

## Situation
Belmont est situé à environ 40 km au nord de la ville de Hopetown, le long de la route nationale 12 .

## Histoire
Plusieurs affrontements ont eu lieu dans la région autour du village pendant la Seconde Guerre des Boers , notamment la Bataille de Belmont (1899). Ainsi le 23 novembre 1899, le commandant Lord Methuen de l'Empire britannique en route pour lever le siège de Kimberley attaqua une position boer du Commandant Jacobus Prinsloo. Les troupes britanniques ont suivi la voie de chemin de fer menant à Kimberley pour aller lever le siège de la ville.